# Vidal Alonso
Vidal Alejandro Alonso Gómez (ur. 3 listopada 1980) – nikaraguański piłkarz występujący na pozycji pomocnika.

## Kariera klubowa
W swojej karierze Alonso grał w zespole Scorpión FC.

## Kariera reprezentacyjna
W 2009 roku Alonso został powołany do reprezentacji Nikaragui na Złoty Puchar CONCACAF. Nie zagrał jednak na nim w żadnym meczu, a Nikaragua zakończyła turniej na fazie grupowej.